# Eilema curviplaga
Eilema curviplaga är en fjärilsart som beskrevs av Rothschild 1912. Eilema curviplaga ingår i släktet Eilema och familjen björnspinnare. Inga underarter finns listade i Catalogue of Life.